# Consolea falcata
Consolea falcata là một loài thực vật có hoa trong họ Cactaceae. Loài này được (Ekman & Werderm) F.M.Knuth mô tả khoa học đầu tiên năm 1935.